# Авје
Авје (фр. Avilley) насеље је и општина у источној Француској у региону Франш-Конте, у департману Ду која припада префектури Безансон.
По подацима из 2011. године у општини је живело 176 становника, а густина насељености је износила 31,32 становника/km². Општина се простире на површини од 5,62 km². Налази се на средњој надморској висини од 241 метар (максималној 295 m, а минималној 236 m).

## Демографија
| 1962. | 1968. | 1975. | 1982. | 1990. | 1999. | 2011. |
| ----- | ----- | ----- | ----- | ----- | ----- | ----- |
| 128   | 165   | 134   | 139   | 114   | 135   | 176   |

График промене броја становника у току последњих година